# Episodi de I Puffi (serie animata 1981) (nona stagione)
La nona stagione de I Puffi è stata trasmessa dal 9 settembre al 2 dicembre 1989 dal network statunitense NBC con cadenza settimanale con 39 episodi accorpati in triplette da 20 minuti per volta. È l'ultima stagione della serie. La narrazione sfrutta l'espediente di un misterioso cristallo magico che fa naufragare nel tempo e nello spazio un gruppo ristretto di Puffi.
L'edizione italiana è stata trasmessa nel 1990 con la sigla Amici Puffi e replicata nel 1996 con la sigla Puffa un po' di arcobaleno, entrambe cantate da Cristina D'Avena.

## Episodi
| nº | Titolo originale                | Titolo italiano                 | Titolo dell'eventuale seconda parte | Prima TV USA      | Prima TV Italia | Durata |
| -- | ------------------------------- | ------------------------------- | ----------------------------------- | ----------------- | --------------- | ------ |
| 1  | The Smurfs That Time Forgot     | Viaggio nel tempo               |                                     | 9 settembre 1989  | -               | 22'    |
| 2  | Lost in the Ages                | I puffi delle caverne           |                                     | 9 settembre 1989  | -               | 11'    |
| 3  | Cave Smurfs                     | Grossi guai per Golosone        |                                     | 9 settembre 1989  | -               | 11'    |
| 4  | Hogapatra's Beauty Sleep        | Avventura in Egitto             |                                     | 16 settembre 1989 | -               | 11'    |
| 5  | Mummy Dearest                   | La mummia dall'occhio di luna   |                                     | 16 settembre 1989 | -               | 22'    |
| 6  | Shamrock Smurfs                 | Il folletto maligno             |                                     | 16 settembre 1989 | -               | 11'    |
| 7  | Karate Clumsy                   | Tontolone cintura nera          |                                     | 23 settembre 1989 | -               | 11'    |
| 8  | Like It or Smurf It             | Rispondi o puffa                |                                     | 23 settembre 1989 | -               | 11'    |
| 9  | Papa's Big Snooze               | Svegliati Grande Puffo          |                                     | 23 settembre 1989 | -               | 22'    |
| 10 | A Fish Called Snappy            | Un pesce di nome Sciccoso       |                                     | 30 settembre 1989 | -               | 11'    |
| 11 | The Smurf Odyssey               | La puffodissea                  |                                     | 30 settembre 1989 | -               | 22'    |
| 12 | Trojan Smurfs                   | Il cavallo di Troia             |                                     | 30 settembre 1989 | -               | 11'    |
| 13 | Fortune Cookie                  | I biscotti della fortuna        |                                     | 7 ottobre 1989    | -               | 11'    |
| 14 | Imperial Panda-Monium           | Pandemonio imperiale            |                                     | 7 ottobre 1989    | -               | 22'    |
| 15 | Smurfette's Green Thumb         | Nel giardino dei fiori parlanti |                                     | 7 ottobre 1989    | -               | 11'    |
| 16 | Hefty Sees a Serpent            | L'amico immaginario di Forzuto  |                                     | 14 ottobre 1989   | -               | 11'    |
| 17 | Phantom Bagpiper                | Il fantasma della cornamusa     |                                     | 14 ottobre 1989   | -               | 22'    |
| 18 | Jungle Jitterbugs               | Vanitoso e la febbre ballerina  |                                     | 14 ottobre 1989   | -               | 11'    |
| 19 | The Clumsy Genie                | Il genio Tontolone              |                                     | 21 ottobre 1989   | -               | 22'    |
| 20 | Scary Smurfs                    | Il paese dei mostri             |                                     | 21 ottobre 1989   | -               | 11'    |
| 21 | Sky High Surprise               | Alì Bebè e i ladrucci suoi      |                                     | 21 ottobre 1989   | -               | 11'    |
| 22 | Gnoman Holiday                  | La città degli gnomi            |                                     | 28 ottobre 1989   | -               | 22'    |
| 23 | Greedy's Masterpizza            | Il pizzaiolo disonesto          |                                     | 28 ottobre 1989   | -               | 11'    |
| 24 | The Monumental Grouch           | La statua magica                |                                     | 28 ottobre 1989   | -               | 11'    |
| 25 | Curried Smurfs                  | I Puffi nella terra dei cobra   |                                     | 4 novembre 1989   | -               | 22'    |
| 26 | G'Day Smoogle                   | I cugini di Puffolo             |                                     | 4 novembre 1989   | -               | 11'    |
| 27 | Grandpa's Fountain of Youth     | Nonno Puffo torna bambino       |                                     | 4 novembre 1989   | -               | 11'    |
| 28 | Big Shot Smurfs                 | Quattrocchi e Golosone generali |                                     | 11 novembre 1989  | -               | 11'    |
| 29 | No Reflection on Vanity         | Lo specchio ritrovato           |                                     | 11 novembre 1989  | -               | 11'    |
| 30 | Papa Loses His Patience         | Grande Puffo cerca la pazienza  |                                     | 11 novembre 1989  | -               | 11'    |
| 31 | Swashbuckling Smurfs            | I pirati dei sette mari         |                                     | 11 novembre 1989  | -               | 22'    |
| 32 | Painter's Egg-Cellent Adventure | La gallina dalle uova magiche   |                                     | 18 novembre 1989  | -               | 22'    |
| 33 | Small-Minded Smurfs             | Il mangiatore di teste          |                                     | 18 novembre 1989  | -               | 11'    |
| 34 | Bananas Over Hefty              | Forzuto nella giungla           |                                     | 18 novembre 1989  | -               | 11'    |
| 35 | Smurfs of the Round Table       | I Puffi della tavola rotonda    |                                     | 18 novembre 1989  | -               | 22'    |
| 36 | Wild Goes Cuckoo                | Puffo Selvaggio diventa un cucù |                                     | 2 dicembre 1989   | -               | 11'    |
| 37 | Brainy's Beastly Boo-Boo        | Le favole di Quattrocchi        |                                     | 2 dicembre 1989   | -               | 11'    |
| 38 | The Golden Rhino                | Il rinoceronte d'oro            |                                     | 2 dicembre 1989   | -               | 22'    |
| 39 | Hearts 'n' Smurfs               | Cupido contro Gargamella        |                                     | 2 dicembre 1989   | -               | 11'    |

## Viaggio nel tempo
- Titolo originale: The Smurfs That Time Forgot

## I puffi delle caverne
durata: 11 minuti
- Titolo originale: Lost in the Ages

## Grossi guai per Golosone
durata: 11 minuti
- Titolo originale: Cave Smurfs

## Avventura in Egitto
durata: 11 minuti
- Titolo originale: Hogapatra's Beauty Sleep

## La mummia dall'occhio di luna
durata: 22 minuti
- Titolo originale: Mummy Dearest

## Il folletto maligno
durata: 11 minuti
- Titolo originale: Shamrock Smurfs

## Tontolone cintura nera
Titolo originale: Karate Clumsy
durata: 11 minuti

## Rispondi o puffa
- Titolo originale: Like It or Smurf It

## Svegliati Grande Puffo
- Titolo originale: Papa's Big Snooze

## Un pesce di nome Sciccoso
- Titolo originale: A Fish Called Snappy

## La puffodissea
- Titolo originale: The Smurfs Odyssey

## Il cavallo di Troia
- Titolo originale: Trojan Smurfs

## I biscotti della fortuna
- Titolo originale: Fortune Cookie

## Pandemonio imperiale
- Titolo originale: Imperial Panda-Monium

## Nel giardino dei fiori parlanti
- Titolo originale: Smurfette's Green Thumb

## L'amico immaginario di Forzuto
- Titolo originale: Hefty Sees a Serpent

## Il fantasma della cornamusa
- Titolo originale: Phantom Bagpiper

## Vanitoso e la febbre ballerina
- Titolo originale: Jungle Jitterbug

## Il genio Tontolone
- Titolo originale: The Clumsy Genie

## Il paese dei mostri
- Titolo originale: Scary Smurfs

## Alì Bebè e i ladrucci suoi
- Titolo originale: Sky High Surprise

## La città degli gnomi
- Titolo originale: Gnoman Holiday

## Il pizzaiolo disonesto
- Titolo originale: Greedy's Masterpizza

## La statua magica
- Titolo originale: The Monumental Grouch

## I Puffi nella terra dei cobra
- Titolo originale: Curried Smurfs

## I cugini di Puffolo
- Titolo originale: G'Day Smoogle

## Nonno Puffo torna bambino
- Titolo originale: Grandpa's Fountain of Youth

## Quattrocchi e Golosone generali
- Titolo originale: Big Shot Smurfs

## Lo specchio ritrovato
- Titolo originale: No Reflection on Vanity

## Grande Puffo cerca la pazienza
- Titolo originale: Papa Loses His Patience

## I pirati dei sette mari
- Titolo originale: Swashbuckling Smurfs

## La gallina dalle uova magiche
- Titolo originale: Painter's Egg-Cellent Adventure

## Il mangiatore di teste
- Titolo originale: Small-Minded Smurfs

## Forzuto nella giungla
- Titolo originale: Bananas Over Hefty

## I Puffi della tavola rotonda
- Titolo originale: Smurfs of the Round Table

## Puffo Selvaggio diventa un cucù
- Titolo originale: Wild Goes Cuckoo

## Le favole di Quattrocchi
- Titolo originale: Brainy's Beastly Boo-Boo

## Il rinoceronte d'oro
- Titolo originale: The Golden Rhino

## Cupido contro Gargamella
- Titolo originale: Heart 'n' Smurfs